# منتخب كاليدونيا الجديدة لكرة قدم الصالات
منتخب كاليدونيا الجديدة لكرة قدم الصالات هو ممثل كاليدونيا الجديدة الرسمي في المنافسات الدولية في كرة الصالات
.